# Nidhamu
Nidhamu (Untertitel Live in Egypt Vol. II) ist ein Jazzalbum von Sun Ra and His Astro-Intergalactic-Infinity-Arkestra. Die in der Zeit vom 12. bis 17. Dezember 1971 im Ballon Theater, Kairo, und im Haus von Hartmut Geerken in Heliopolis, Kairo, entstandenen Aufnahmen erschienen 1972/73 auf den Label El Saturn und Thoth Intergalactic. 2008 wurden die Aufnahmen auf dem britischen Label Strut/ArtYard wiederveröffentlicht, zunächst in einem Doppelpack mit Dark Myth Equation Visitation.

## Hintergrund
Das Album Nidhamu dokumentiert, wie auch die ebenfalls 1972 und 1973 erschienenen LPs Live in Egypt Vol. I und Horizon die Konzerte des Sun Ra Arkestra im Dezember 1971 in Kairo. Der Großteil des Materials, die Titel A1-A3, stammt vom Konzert im Ballon Theatre in Kairo. das am 17. Dezember 1971 stattfand. Der Titel „Nidhamu“ (auf der B-Seite) entstand beim Konzert im Haus von Hartmut Geerken am 12. Dezember 1971.
Auf den Exemplaren der ersten Auflage wurde als Aufnahmeort fälschlich „Holland, 1971“ aufgeführt. Die Auflage von 1974 gibt den korrekten Aufnahmeort an, die Auflage von 1978 lässt ihn wiederum weg. Einige andere Kopien hatten den Titel „Live in Egypt Vol. II“, von Danny Ray Thompson auf die LP-Hüllen gedruckt. Das Album wurde zuerst unter dem Titel My Brother the Wind Vol. 2 beworben, ist aber wohl nie unter diesem Titel erschienen. Das Wort „Nidhamu“ ist Kisuaheli für „Disziplin“ und spielt damit auf die Serie von „Discipline“-Kompositionen Sun Ras an.
June Tyson wird in der Besetzung der Original-LP nicht angeführt; Pat Patrick wurde dort fälschlicherweise als Baritonsaxophonist aufgeführt.

## Titelliste
- Sun Ra: Nidhamu (Thoth Intergalactic 7771)[5]

1. Space Loneliness No. 2 11:41
2. Discipline No. 11 9:39
3. Discipline No. 15 2:44
4. Nidhamu 13:12

Die Kompositionen stammen von Sun Ra.

## Rezeption
Sean Westergaard verlieh dem Album in Allmusic dreieinhalb Sterne und schrieb, „Space Loneliness, No. 2“ beginnt mit einer Tondichtung, geht dann in ein langes Keyboardsolo über, das in das „Space Loneliness“-Thema überleitet, das ursprünglich Ende der 50er Jahre für das Album We Travel the Spaceways aufgenommen wurde. „Discipline No. 11“ hat ein mysteriöses Intro, dann ein Minimoog-Feature; „Discipline No. 15“ sei ein kleines Tongedicht, während das Titelstück Sun Ra als wahnwitzigen Klangforscher mit einem abgedrehten Orgel/Moog-Spiel zeige. Nidhamu sei ein gelungenes Dokument, aber keineswegs unverzichtbar.